# Ilvessalo (ö i Egentliga Tavastland)
Ilvessalo är en ö i Finland. Den ligger i sjön Nerosjärvi och i kommunen Tavastehus i den ekonomiska regionen  Tavastehus ekonomiska region  och landskapet Egentliga Tavastland, i den södra delen av landet, 120 km norr om huvudstaden Helsingfors. Öns area är 12,7 hektar och dess största längd är 0,7 kilometer i sydöst-nordvästlig riktning.